# Spoorlijn Amagerbro - Dragør
De spoorlijn Amagerbo - Dragør (Deens: Amagerbanen) was een spoorlijn op het Deense eiland Amager van Amagerbro naar Dragør.

## Geschiedenis
De spoorlijn werd op 17 juli 1907 geopend door de A/S Amagerbanen. Personenvervoer werd opgeheven in 1947. Bij de uitbreiding van het vliegveld Kastrup in 1957 werd de spoorlijn vanaf Kastrup tot aan Dragør opgebroken. Het overige gedeelte bleef in bedrijf tot 1993 voor goederen. Thans is op een gedeelte van de lijn metrolijn 2 aangelegd.